# Efã (Nigéria)
Efã ou Efom (Efon) é uma Área de Governo Local do estado de Equiti, Nigéria. Sua sede fica na cidade de Efã Alaiê.
Possui uma área de 232 km² e uma população de 87.187 no censo de 2006.
O código postal da área é 362.